# 9076 Shinsaku
A 9076 Shinsaku (ideiglenes jelöléssel 1994 JT) a Naprendszer kisbolygóövében található aszteroida. Akimasa Nakamura fedezte fel 1994. május 8-án.